# Johan Verschueren
Johan Verschueren (Berchem, 5 juli 1960) is een Belgische jezuïet. Van 2012 tot 2020 was hij  provinciaal van de Vlaamse en de Nederlandse jezuïetenprovincie.

## Levensloop
Verschueren studeerde plantkunde aan de KU Leuven en filosofie te Parijs, vervolgens gaf hij twee jaar les en liep hij stage op het op landbouw gerichte ontwikkelingscentrum ‘Centro de Investigación y Promoción del Campesinado’ (CIPCA) in Peru. Van 1983 tot 1985 gaf hij les in het Sint-Ritacollege in Kontich. In 1985 is hij ingetreden in het noviciaat van de jezuïeten te Oudergem. Hieropvolgend studeerde hij van 1991 tot 1995 theologie en aan de KU Leuven en werd aldaar door Godfried Danneels gewijd tot priester in 1995 en was vervolgens eveneens te Leuven tot 2000 studentenpastor. Hij woonde drie jaar in de jezuïetencommuniteit van Brugge en werd vervolgens voorzitter van de Universitaire Stichting Ontwikkelingssamenwerking (USOS) aan de UFSIA / UA om ten slotte te gaan lesgeven in het Xaveriuscollege te Borgerhout, waar hij tevens een tijdlang directeur (2006 - '12) van was. Tevens was hij daar overste van de jezuïetencommuniteit ‘Romero’ (2003 - '10). In de functie van provinciaal volgde hij op 15 augustus 2012 Jan Bentvelzen, provinciale overste van de Nederlandse jezuïeten sinds 2006, en Fons Swinnen, provinciale overste van de Vlaamse jezuïeten sinds 2009 op. In 2020 trad hij terug en werd hij opgevolgd door Marc Desmet. Verschueren nam in februari 2020 een leidende rol op in de internationale instellingen van de jezuïetenorde in Rome en trad toe tot de adviesraad van de algemene overste van de orde.